# Giovanni Albertoni
Giovanni Albertoni (né le 28 novembre 1806 à Varallo Sesia, au Piémont et mort en novembre 1887 dans la même ville) est un sculpteur italien du XIXe siècle.

## Biographie
Giovanni Albertoni naît à Varallo Sesia, petite ville du Piémont, dans la province de Verceil, le 28 novembre 1806. Il est issu d'une famille assez modeste et commence à travailler comme fabricant de balances, puis se lance dans la dorure.

### Formation
Il s'initie à l'art avec un peintre, Giuseppe Antonio Avondo, spécialisé dans les fresques. Mais, dès 1829, il va à Milan suivre une formation en sculpture à l'Académie des beaux-arts de Brera. Il commence à se former avec Luigi Marchesi, puis poursuit sa formation à l'Accademia Albertina de Turin ; enfin, il se rend à Rome suivre les cours de Bertel Thorvaldsen.

## Œuvres
Il réalise notamment la statue de Marie-Christine de Bourbon-Siciles, reine de Piémont-Sardaigne, à l'Abbaye d'Hautecombe, dans les années 1840. Mais la plus grande partie des commandes qu'il reçoit sont destinées à Turin : monument au général Bava (1857), à Vincenzo Gioberti (1858), à Joseph-Louis Lagrange (1867).

## Mort et postérité
Il meurt en 1887 dans sa ville natale.